# Nederlands kampioenschap shorttrack 2013
Het Nederlands kampioenschap shorttrack 2013 werd op 5 en 6 januari gehouden in Heerenveen. De allround titel bij de mannen ging naar Niels Kerstholt en bij de vrouwen naar Jorien ter Mors.

## Resultatenoverzicht[1]
|                    | Goud              | Zilver           | Brons              |
| ------------------ | ----------------- | ---------------- | ------------------ |
| Mannen senioren    | Niels Kerstholt   | Sjinkie Knegt    | Freek van der Wart |
| Vrouwen senioren   | Jorien ter Mors   | Yara van Kerkhof | Rianne de Vries    |
| Jongens junioren B | Dylan Hoogerwerf  | Leon Bloemhof    | Mylan Elzink       |
| Meisjes junioren B | Suzanne Schulting | Roza Kooystra    | Sara Rog           |
| Jongens junioren C | Tjerk de Boer     | David ten Cate   | Hessel Koot        |
| Meisjes junioren C | Avalon Aardoom    | Gioya Lancee     | Marit Steunenberg  |

## Mannen

### Afstandsmedailles
| Onderdeel | Goud            | Zilver             | Brons            |
| --------- | --------------- | ------------------ | ---------------- |
| 500m      | Niels Kerstholt | Daan Breeuwsma     | Sjinkie Knegt    |
| 1000m     | Niels Kerstholt | Freek van der Wart | Sjinkie Knegt    |
| 1500m     | Niels Kerstholt | Freek van der Wart | Sjinkie Knegt    |
| 3000m     | Niels Kerstholt | Freek van der Wart | Jeroen Sonneveld |

### Puntenklassement
| #      | Schaatser            | 1500m  | 500m   | 1000m  | 3000m  | Afstandspunten | Finalepunten |
| ------ | -------------------- | ------ | ------ | ------ | ------ | -------------- | ------------ |
| Goud   | Niels Kerstholt      | 1 (34) | 1 (34) | 1 (34) | 1 (34) | 4              | 136          |
| Zilver | Freek van der Wart   | 2 (21) | 5 (5)  | 2 (21) | 2 (26) | 11             | 73           |
| Brons  | Sjinkie Knegt        | 3 (13) | 3 (13) | 3 (13) | 6 (3)  | 12             | 42           |
| 4      | Daan Breeuwsma       | -      | 2 (21) | 4 (8)  | 8 (1)  | 14             | 30           |
| 5      | Jeroen Sonneveld     | 4 (8)  | 8 (1)  |        | 3 (13) | 15             | 22           |
| 6      | Christiaan Bökkerink | -      | 4 (8)  | 5 (5)  | 4 (8)  | 13             | 21           |
| 7      | Björn Postma         | 7 (2)  | 7 (2)  | 7 (2)  | 5 (5)  | 26             | 9            |
| 8      | Adwin Snellink       | 6 (3)  | -      | 6 (3)  | 6 (3)  | 18             | 9            |
| 9      | Itzhak de Laat       | 5 (5)  | -      | -      | -      | 5              | 5            |
| 10     | René de Groot        | 8 (1)  | -      | -      | -      | 8              | 1            |
| 11     | Koen Hakkenberg      | -      | 6 (3)  | 8 (1)  | -      | 14             | 4            |

5000 meter aflossing
| #      | Ploeg                                                                                          | Tijd     |
| ------ | ---------------------------------------------------------------------------------------------- | -------- |
| Goud   | Gewest Zuid-Holland 1; Bas Boelsma, Dylan Hoogerwerf, Niels Kerstholt en Adwin Snellink        | 7:08,001 |
| Zilver | SC Thialf Heerenveen; Sjinkie Knegt, Daan Breeuwsma, Christiaan Bökkerink en Mark Prinsen      | 7:15,860 |
| Brons  | Gewest Zuid-Holland 2; Koen Slootweg, Robbert-Kees Boer, Freek van der Wart en Koen Hakkenberg | 7:17,686 |
| 4      | Gewest Friesland; Henk Bos, Joris Peperkamp, Dennis Visser en Itzhak de Laat                   | 7:21,181 |

## Vrouwen

### Afstandsmedailles
| Onderdeel | Goud            | Zilver            | Brons            |
| --------- | --------------- | ----------------- | ---------------- |
| 500m      | Jorien ter Mors | Sanne van Kerkhof | Yara van Kerkhof |
| 1000m     | Jorien ter Mors | Yara van Kerkhof  | Rianne de Vries  |
| 1500m     | Jorien ter Mors | Rianne de Vries   | Yara van Kerkhof |
| 3000m     | Jorien ter Mors | Rianne de Vries   | Yara van Kerkhof |

### Puntenklassement
| #      | Schaatser         | 1500m   | 500m   | 1000m  | 3000m  | Afstandspunten | Finalepunten |
| ------ | ----------------- | ------- | ------ | ------ | ------ | -------------- | ------------ |
| Goud   | Jorien ter Mors   | 1 (34)  | 1 (34) | 1 (34) | 1 (39) | 4              | 136          |
| Zilver | Yara van Kerkhof  | 3 (13)  | 3 (13) | 2 (21) | 3 (13) | 11             | 60           |
| Brons  | Rianne de Vries   | 2 (21)  | 6 (3)  | 3 (13) | 2 (21) | 13             | 58           |
| 4      | Lara van Ruijven  | PEN (2) | 4 (8)  | 4 (8)  | 5 (5)  | 13             | 21           |
| 5      | Sanne van Kerkhof |         | 2 (21) |        |        | 2              | 21           |
| 6      | Jessy Kauffman    | 5 (5)   | 7 (2)  | 6 (3)  | 6 (3)  | 25             | 13           |
| 7      | Rosalie Huisman   | 4 (8)   | 5 (5)  |        | PEN    | 9              | 13           |
| 8      | Miranda Slootweg  | 8 (1)   |        | 8 (1)  | 4 (8)  | 20             | 10           |
| 9      | Dagmar Kooistra   | 7 (2)   | 8 (1)  | 7 (2)  | 7 (2)  | 29             | 7            |

3000 meter aflossing
| #      | Ploeg                                                                                         | Tijd     |
| ------ | --------------------------------------------------------------------------------------------- | -------- |
| Goud   | SC Thialf; Suzanne Schulting, Jorien ter Mors, Rianne de Vries, en Jessica Ausma              | 4:28,500 |
| Zilver | Gewest Zuid-Holland; Miranda Slootweg, Sanne van Kerkhof, Yara van Kerkhof en Rosalie Huisman | 4:31,569 |

1. ↑  ShorttrackOnLine.info - Live. shorttrackonline.info. Geraadpleegd op 22 januari 2025.